# Księstwo oświęcimskie
Księstwo oświęcimskie (niem. Herzogtum Auschwitz) – dawne księstwo ze stolicą w Oświęcimiu, przynależące jako lenno wpierw do Królestwa Czech, a następnie w latach 1457–1564 do Jagiellonów, po 1563 do Królestwa Polskiego.

## Historia
Powstało około 1315, w wyniku podziału księstwa cieszyńskiego. Od późnego XIII wieku trwała na jego terenie jeszcze wielka akcja osadnicza, tzw. łanowo-czynszowa, a nad rzeką Białą, graniczną z księstwem cieszyńskim, powstała prawdopodobnie bielsko-bialska wyspa językowa, zasilona później przez kolejne fale osadnictwa z krajów germańskich.
W 1327 książę oświęcimski Jan I Scholastyk złożył hołd lenny królowi Czech, Janowi Luksemburgowi, stając się lennikiem Korony Czeskiej. W dokumencie lennym wystawionym 24 lutego w Bytomiu jako znajdujące się na terenie księstwa wymieniono miasta na prawie zachodnim (średzkim): Oświęcim (Osswencin), Zator (Zathor); oraz miasteczka oppida: Kęty (Kant), Żywiec (Zipscha), Wadowice (Wadowicz) i Spytkowice (Spitkowicz).
Wiek XV, po wybuchu wojen husyckich, charakteryzował się m.in. wysokim stopniem rozbójnictwa, co doprowadziło do ruchów migracyjnych i opustoszenia niektórych wsi. W 1433 wojska księstwa oświęcimskiego wraz z wojskami księstwa raciborskiego i księstwa karniowskiego pokonały podczas bitwy żorskiej wojska księstwa głogówecko-prudnickiego, sprzymierzonego z husytami.
W 1445 roku doszło do podziału księstwa, w wyniku czego z wydzielenia części ziem księstwa oświęcimskiego powstało księstwo zatorskie we władaniu Wacława I. 19 marca 1454 roku Jan IV złożył hołd lenny królowi Polski, Kazimierzowi Jagiellończykowi, a 21 lutego 1457 roku sprzedał mu swoje księstwo za 50 tys. kop groszy praskich. Książę sprzedał dwa miasta Oświęcim i Kęty, dwa zamki książęce w Oświęcimiu i Wołek oraz 45 wsi: Bielany, Łęki, Babice, Lipnik, Osiek, Brzeszcze, Monowice, Dwory, Stara Polanka, Nowa Polanka, Włosienica, Poręba, Grojec, Sparowicze, Nidek, Witkowice, Głębowice, Bulowice, Czaniec, Malec, Kańczuga, Nowa Wieś, Roczyny, Broszkowice, Brzezinka, Rajsko, Franciszowice, Przecieszyn, Skidziń, Wilczkowice, Wilamowice, Hecznarowice, Bujaków, Kozy, Mikuszowice, Pisarzowice, Hałcnów, Biertułtowice, Komorowice, Żebracz, Bestwina, Dankowice, Stara Wieś, Jawiszowice, Harmęże. W dokumencie tym zostały pominięte miejscowości wokół Żywca, a przyczyny tego nie zostały jednoznacznie wyjaśnione z powodu braku wystarczających źródeł. Zapewne nie doszło do ich sprzedaży w tym czasie.
Odtąd zwierzchnikiem księstwa stał się mianowany przez polskiego króla starosta; szlachta zachowała odrębne prawa, z własnym sejmem i prawodawstwem. W 1564 roku księstwa oświęcimskie i zatorskie wcielono do Królestwa Polskiego, równocześnie przyłączono je do województwa krakowskiego, jako powiat śląski. Według dwóch dokumentów służących administracji do ściągania podatków: oblaty taryfy łanowej z 1673 oraz taryfy podatkowej Rzeczypospolitej z 1772 roku wynika, że obszar księstw Oświęcimia i Zatora (czyli powiatu śląskiego) liczył łącznie 7 miast (w międzyczasie założono miasta Biała i Zebrzydów) oraz 241 włości z ludnością liczącą 164 577.
Po I rozbiorze Polski (1772) tereny dawnego księstwa oświęcimskiego przypadły monarchii austriackiej, wchodząc w skład ziem odtąd nazywanych w skrócie jako Galicja. Uwzględniając dawne księstwo, oficjalna nazwa tej części zaboru austriackiego po III rozbiorze brzmiała: Królestwo Galicji i Lodomerii wraz z Wielkim Księstwem Krakowskim i Księstwami Oświęcimia i Zatora. W latach od 1820 do 1850 na mocy patentu Franciszka I ziemie dawnego księstwa oświęcimsko-zatorskiego wyłączono z kraju koronnego Galicji i Lodomerii i włączono je do posiadłości czesko-morawskich, co oznaczało inkorporację do Związku Niemieckiego, jednak administracyjnie były nadal częścią Galicji.
W 1918 roku tereny dawnego Księstwa Oświęcimskiego znalazły się w granicach odrodzonej Polski jako część województwa krakowskiego.
W czasie niemieckiej okupacji (1939–1945) ziemie te zostały prawie w całości wcielone do Rzeszy Wielkoniemieckiej i należały do powiatów Bielitz (Bielsko) i Saybusch (Żywiec) w rejencji katowickiej w prowincji Śląsk (Provinz Schlesien), zaś od 1941 do prowincji Górny Śląsk (Provinz Oberschlesien).
W latach 1945–1975 tereny znajdowały się ponownie w województwie krakowskim, następnie Oświęcim został włączony do województwa bielskiego, a Brzeszcze katowickiego. Po reformie administracyjnej z 1999 ziemie dawnego księstwa oświęcimskiego znajdują się w województwie małopolskim (z czego większa część w powiatach oświęcimskim i wadowickim) i śląskim (wschodnia część powiatu bielskiego i powiat żywiecki).

## Mapy

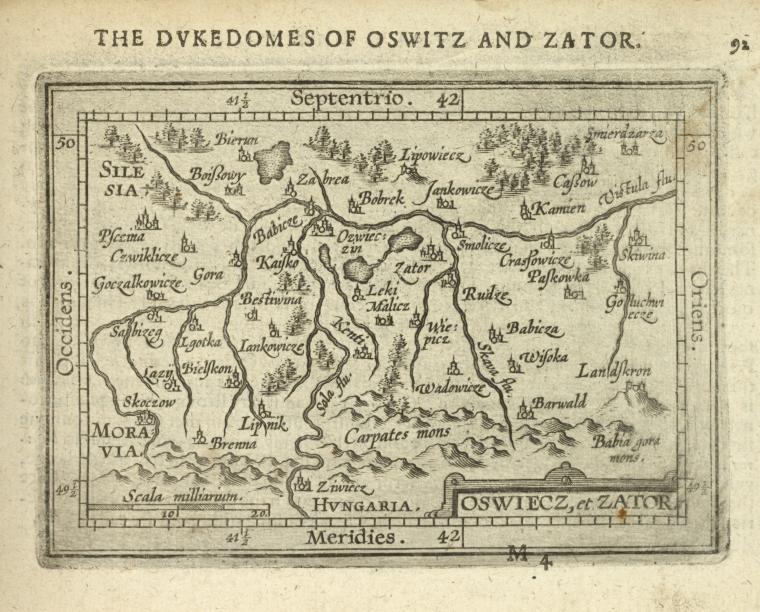
Księstwa oświęcimskie i zatorskie – mapa Abrahama Orteliusa z 1603
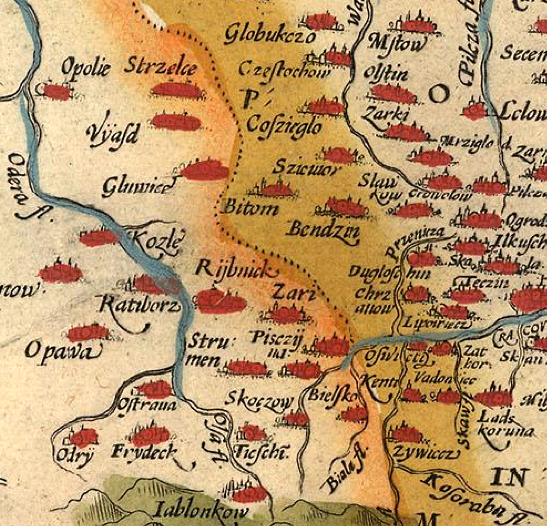
Księstwo oświęcimskie w granicach Korony Królestwa Polskiego – mapa Wacława Grodzieckiego z 1592
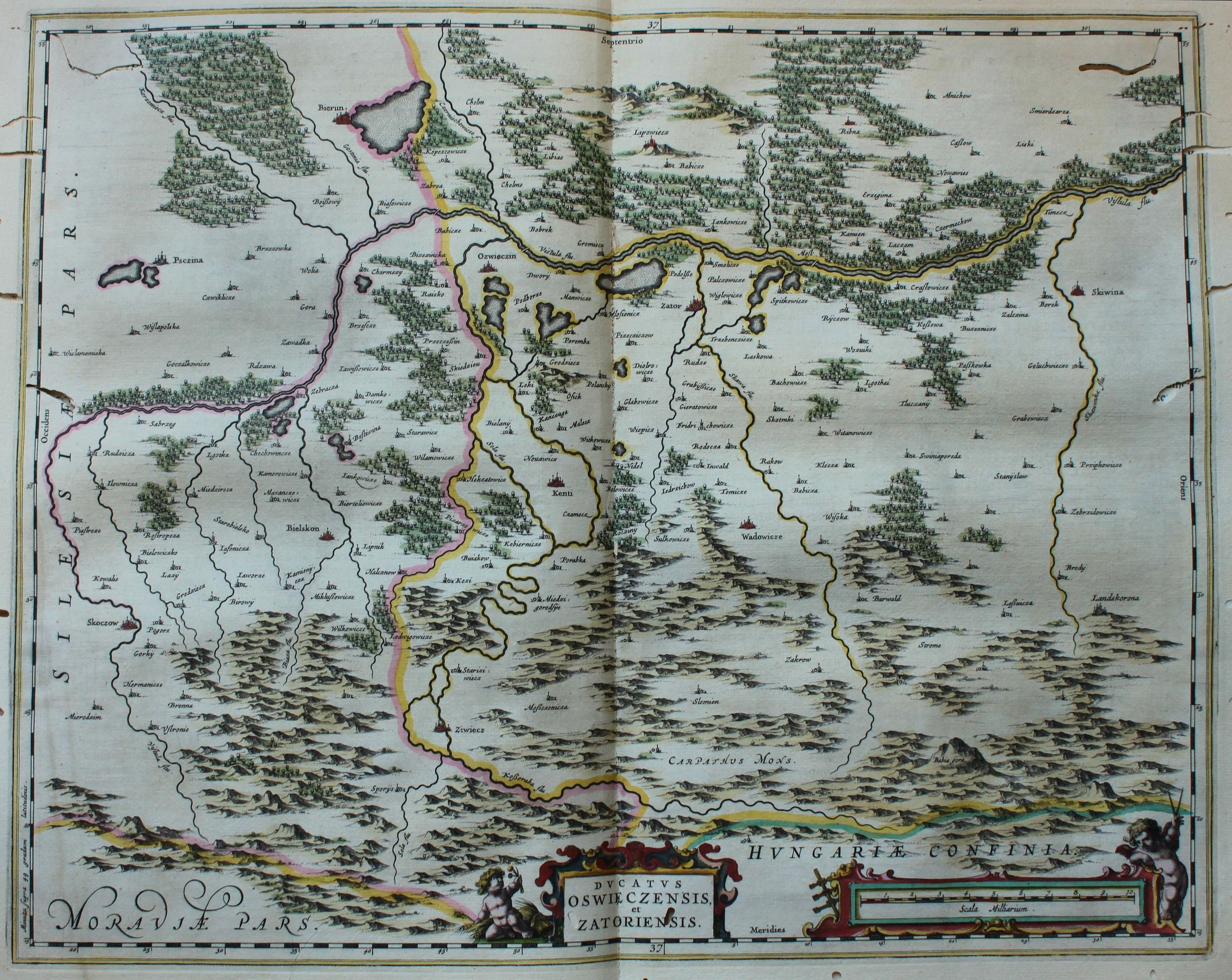
Księstwa oświęcimskie i zatorskie – mapa z 1659
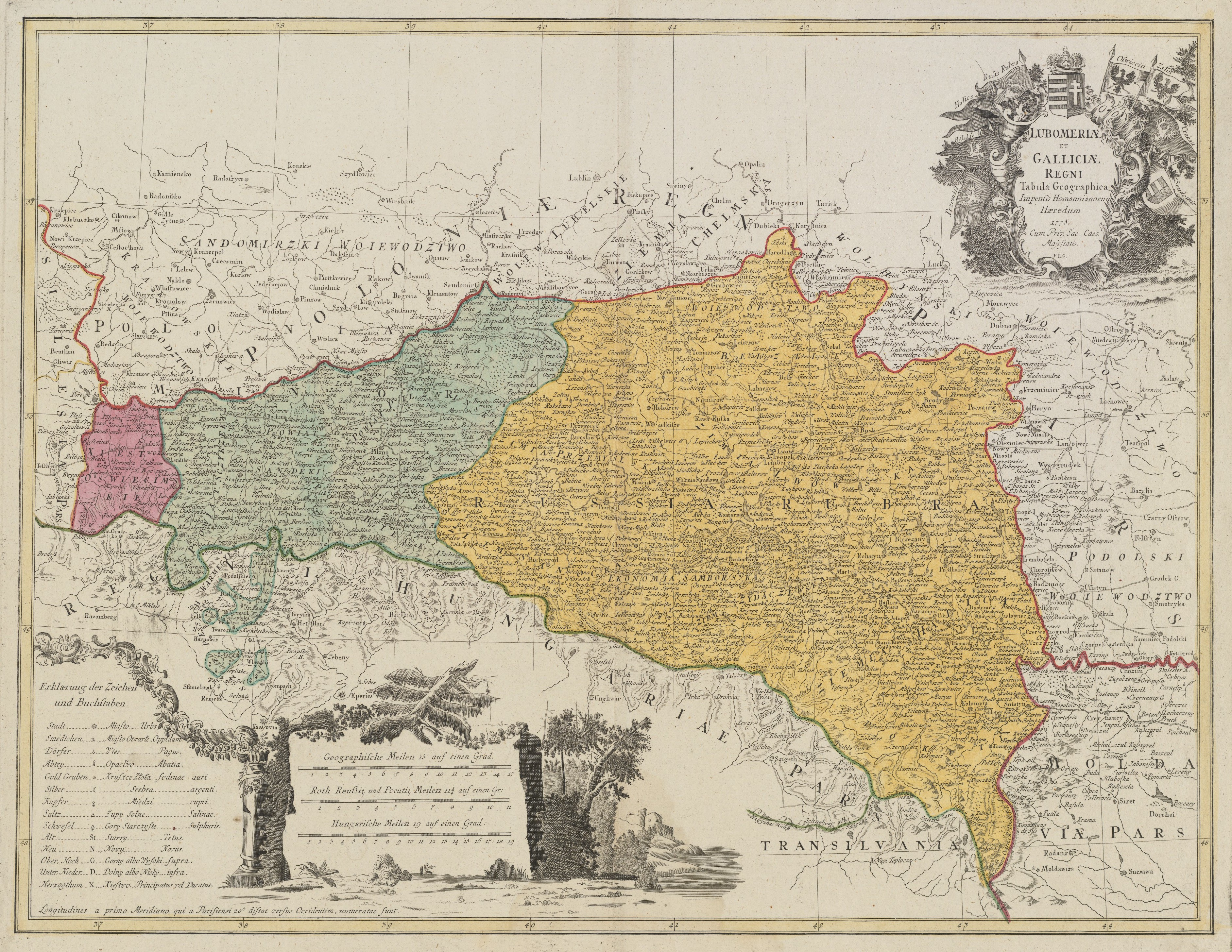
Mapa Królestwa Galicji i Lodomerii z 1775 roku, na kolorowym tle zaznaczono: czerwony — Księstwo oświęcimskie
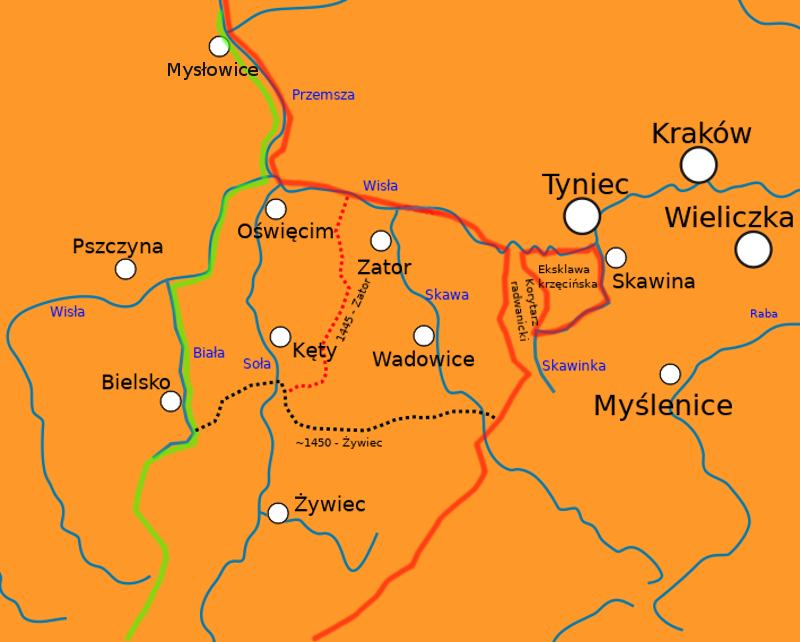
Zmiany granic w średniowieczu w związku z księstwem oświęcimskim
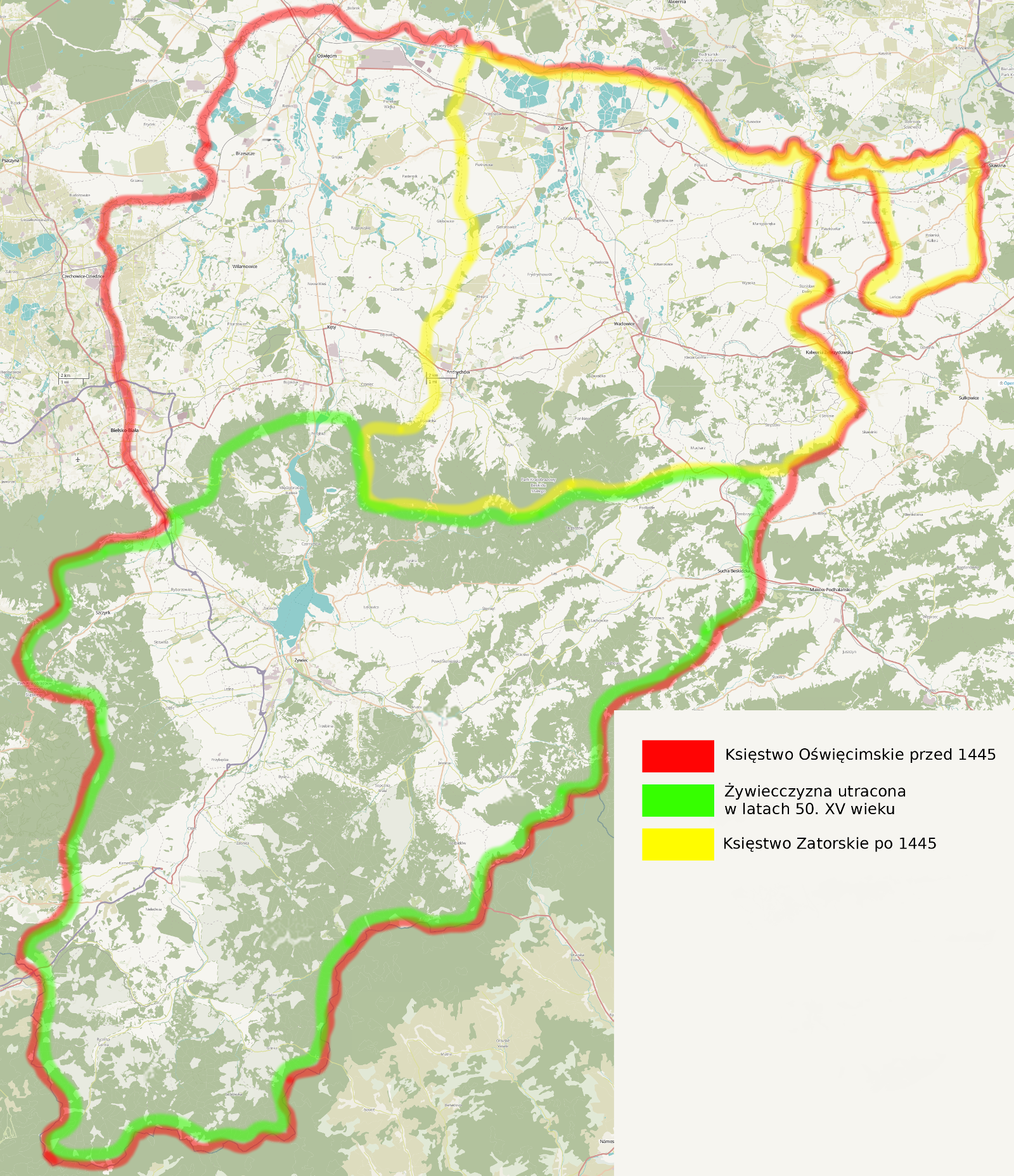
Księstwa oświęcimskie i zatorskie